# Jeunesse (nouvelle)
Jeunesse est une nouvelle de Joseph Conrad publiée en 1898.

## Historique
Jeunesse est une nouvelle de Joseph Conrad publiée en 1898 dans la revue Blackwood's Magazine, puis en 1902 dans le recueil de nouvelles Youth : A Narrative, and Two Other Stories (traduit en français par Jeunesse).

En 1881, Conrad embarque comme premier lieutenant sur la Palestine, un vieux trois-mâts barque en partance pour Bangkok. Le feu s'étant déclaré dans la cargaison de charbon, le navire est abandonné au large de Sumatra. À propos de Jeunesse, Conrad écrit à André Gide, le 28 janvier 1913 : « C'est un bout d'autobiographie, tout simplement ».

## Résumé
Cinq anciens amis se retrouvent attablés autour d'une bouteille. Ils sont d'âge mûr, avec de bonnes situations : un administrateur de sociétés, un comptable, un avocat d'affaires, Marlow et le narrateur. Ils ont tous en commun d'avoir été marins dans leur jeunesse. Marlow évoque son premier embarquement comme premier lieutenant quand il avait vingt ans, embarquement qui, à la suite d'un naufrage, sera aussi son premier commandement, d'une embarcation de sauvetage avec deux hommes d'équipage. Il avait embarqué sur un voilier très vétuste, La Judée dont la devise était « Marche ou crève », ce qui l'avait séduit. Le commandant de ce navire avait soixante ans et c'était son premier commandement à la mer. Le second capitaine était aussi âgé. Marlow était de loin le plus jeune officier, entre ses deux grands-pères, expérimentés au demeurant. La Judée doit prendre en Angleterre un chargement de charbon à destination de Bangkok.
Pour Marlow, rien ne lui importe plus que cette destination qui lui révèlera l'Orient, inconnu de lui. Il se moque bien de la cargaison, de l'équipage, de l'âge du capitaine, de l'état du navire et des fureurs de la mer. Après bien des vicissitudes scabreuses préalables, La Judée parvient enfin à prendre la haute mer pour Bangkok, Cinq mois de traversée en passant par le cap de Bonne-Espérance. Détail: les rats ont quitté le navire avant le grand départ. Passé ce cap, le charbon est entré en combustion spontanée dans les cales, combustion que rien ne peut étouffer. Une explosion se produira qui détruira tout le pont. La Judée sera secourue dans un premier temps et remorquée par un navire à vapeur allant à Singapour mais la vitesse de ce convoi attise la combustion qui se transforme vite en incendie général de La Judée qui dès lors sera abandonnée. Son équipage se répartit dans les trois embarcations de sauvetage. À Marlow revient le commandement de la plus petite mais aussi la plus rapide. Elle arrivera avant les deux autres dans un port d'Indonésie. Finalement, tout le monde s'y retrouvera sain et sauf.
Cette nouvelle exprime la nostalgie de la mer, des voyages, de la découverte et de la jeunesse:
« Je me rappelle ma jeunesse, dit Marlow, ce sentiment dont l'attrait décevant nous porte vers des joies, vers des dangers, vers l'amour, vers l'effort illusoire, vers la mort: conviction triomphante de notre force, ardeur de vie brûlant dans une poignée de poussière, flamme au cœur qui chaque année s'affaiblit, se refroidit et s'éteint trop tôt, trop tôt, avant la vie elle-même. »

## Éditions en anglais
- Youth, dans la revue Blackwood's Magazine, en septembre 1898.
- Youth, dans le recueil de nouvelles Youth : A Narrative, and Two Other Stories, chez W.Blackwood et fils, en novembre 1902.

## Traduction en français
- Jeunesse, traduit par G. Jean-Aubry Éditions Gallimard à Paris, 1925
- Jeunesse, traduction revue par Claude Noël Thomas, Conrad, Œuvres, II , Bibliothèque de la Pléiade, éditions Gallimard, 1985.

## Adaptation
- Jeunesse, film français réalisé par Julien Samani, sorti en 2016.